# 危宿增一
危宿增一（飛馬座3），又名BD+05 4830，HD 205811、SAO 126940、HR 8265，是飛馬座的一颗恒星，视星等为6.18，位于銀經61.41，銀緯-32.28，其B1900.0坐标为赤經21h 32m 44.7s，赤緯+6° -32.28′ 8″。